# 宽萼白叶莓
宽萼白叶莓（学名：Rubus innominatus var. macrosepalus）为蔷薇科悬钩子属下的一个变种。

## 扩展阅读
- 維基物種上的相關：宽萼白叶莓